# Xã Shell Creek, Quận Platte, Nebraska
Xã Shell Creek (tiếng Anh: Shell Creek Township) là một xã thuộc quận Platte, tiểu bang Nebraska, Hoa Kỳ. Năm 2010, dân số của xã này là 867 người.